# Kurt Röpke
Pour les articles homonymes, voir Röpke.
Le titre de cet article comprend le caractère ö. Quand celui-ci n'est pas disponible ou n'est pas désiré, le nom de l'article peut être représenté comme Kurt Roepke.
Kurt Röpke (29 novembre 1896 à Solingen - 21 juillet 1966 à Göttingen) est un General der Infanterie allemand qui a servi au sein de la Heer dans la Wehrmacht pendant la Première Guerre mondiale et la Seconde Guerre mondiale.
Il a été récipiendaire de la croix de chevalier de la croix de fer avec feuilles de chêne. La croix de chevalier de la croix de fer et son grade supérieur, les feuilles de chêne, sont attribués pour récompenser un acte d'une extrême bravoure sur le champ de bataille ou un commandement militaire avec succès.

## Biographie
Kurt Röpke s'engage fin avril 1914 dans l'armée prussienne en tant que porte-drapeau. Il sert en 1914 comme lieutenant sans brevet (brevet à fin février 1915) dans le 57e régiment d'infanterie.

## Promotions
| Fahnenjunker           | 24 avril 1914    |
| Leutnant               | 24 novembre 1914 |
| Oberleutnant           |                  |
| Hauptmann              | 1er avril 1929   |
| Major                  |                  |
| Oberstleutnant         | 1er avril 1938   |
| Oberst                 | 1er avril 1941   |
| Generalmajor           | 1er août 1943    |
| Generalleutnant        | 1er février 1944 |
| General der Infanterie | 15 octobre 1944  |

## Décorations
- Croix de fer (1914)
  - 2e classe
  - 1re classe
- Croix hanséatique de Hambourg
- Croix du Mérite de guerre (Lippe)
- Insigne des blessés (1918)
  - en Noir
- Croix d'honneur
- Agrafe de la croix de fer (1939)
  - 2e classe (3 juillet 1941)
  - 1re Classe (18 juillet 1941)
- Médaille du front de l'Est
- Médaille de service de la Wehrmacht
- Croix allemande en or le 9 octobre 1942 en tant que Oberst et commandant du Infanterie-Regiment 50
- Croix de chevalier de la croix de fer avec feuilles de chêne
  - Croix de chevalier le 18 novembre 1943 en tant que Generalmajor et commandant de la 46. Infanterie-Division
  - 830e feuilles de chêne le 14 avril 1945 en tant que General der Infanterie et commandant du XXIX. Armee-Korps
- Mentionné dans le bulletin radiophonique Wehrmachtbericht (6 mars 1944)